# Florian Labourel
Florian Labourel, né le 28 janvier 1990 à Oullins, est un athlète français, spécialiste du saut en hauteur.
Il est sacré champion de France en salle du saut en hauteur en 2015.